# Nina Gidalevna Bogutskaya
Nina Gidalevna Bogutskaya (née en 1958 à Léningrad) est une ichtyologiste russe qui travaille au sein de l'académie des sciences de Russie. Elle s'intéresse tout particulièrement aux Cyprinidae et d'une manière plus générale aux poissons d'eau douce d'Eurasie.

## Biographie
Nina Bogutskaya nait en 1958 à Léningrad, aujourd'hui Saint-Pétersbourg, et suit des études de biologie à l'université de Léningrad où elle obtient son diplôme en 1981. Puis, sous la direction de Anatole Svetovidov, éminent ichtyologue russe dont elle sera la dernière étudiante, elle obtient son doctorat en 1988. Elle travaille ensuite comme chercheuse au sein du laboratoire d'ichtyologie jusqu'en 1997 où elle décroche un poste à la Scientific Secretary of the Zoological Institute. Enfin, actuellement, en collaboration avec plusieurs organismes (tels que FishBase, Tree of life, FishBOL), elle participe au projet FishBase et a été à l'origine de plusieurs expéditions initiées par la Russian Foundation for Basic Research.

## Quelques publications[3]
- Bogutskaya, Küçük & Ünlü, 2000 : Alburnus baliki, a new species of cyprinid fish from the Manavgat River system, Turkey. Ichthyological Exploration of Freshwaters, vol. 11, n. 1, p. 55-64.
- Bogutskaya & Zupancic, 2003 : Phoxinellus pseudalepidotus(Teleostei: Cyprinidae), a new species from the Neretva basin with an overview of the morphology of Phoxinellus species of Croatia and Bosnia-Herzegovina, Ichthyological Exploration of Freshwaters, vol. 14, n. 4, p. 369-383
- Bohlen, Šlechtová, Bogutskayac & Freyhof, 2006 : Across Siberia and over Europe: Phylogenetic relationships of the freshwater fish genus Rhodeus in Europe and the phylogenetic position of R. sericeus from the River Amur, Molecular Phylogenetics and Evolution, vol. 40, n. 3, p. 856-865
- Bogutskaya, Küçük & Atalay, 2006 : A description of three new species of the genus Pseudophoxinus from Turkey (Teleostei: Cyprinidae: Leuciscinae). Zoosystematica Rossica, vol. 15, n. 2, p. 335-341[4] (texte intégral).
- Bogutskaya, Naseka, Shedko, Vasil’eva &Chereshnev, 2008 : The fishes of the Amur River: updated check-list and zoogeography, Ichthyological Exploration of Freshwaters, vol. 19, n. 4, p. 301-366

## Hommages
L'espèce Pseudophoxinus ninae (un poisson de la famille des Cyprinidae) a été nommée en son honneur par Freyhof et Özuluğ en 2006.